# Henri Jobier
Louis Pierre Henri Jobier  (ur. 6 lipca 1879 w Courson-les-Carrières, zm. 25 marca 1930 w Paryżu) – francuski florecista, złoty medalista olimpijski.
Na igrzyskach olimpijskich w Paryżu w 1900 roku wystartował w turnieju indywidualnym, docierając do ćwierćfinałów. Brał też udział w igrzyskach olimpijskich w Paryżu w 1924 roku, gdzie Francuzi w składzie: Lucien Gaudin, Philippe Cattiau, André Labatut, Roger Ducret, Henri Jobier, Jacques Coutrot, Guy de Luget i Joseph Perotaux zwyciężyli we florecie drużynowym. W rundzie finałowej, w pierwszym pojedynku Francuzi spotkali się z Włochami. W walce Gaudina z Aldo Bonim, przy wyniku 4:4 sędzia przyznał zwycięski punkt Francuzowi co rozwścieczyło Boniego, który obraził sędziego. Sędzia zażądał przeprosin, Boni odmówił, a włoska reprezentacja odśpiewała hymn Włoch i wycofała się z walki na znak protestu. W turnieju indywidualnym tym razem nie startował. Były to jego jedyne występy olimpijskie.
Nie zdobył medalu mistrzostw świata.